# Булсонс, Робертс
Робертс Булсонс (1889—1942) — государственный служащий Латвийской Республики, исполняющий обязанности директора Государственной канцелярии (1939—1940). После присоединения Латвии к СССР был арестован и осуждён по обвинению в контрреволюционной деятельности — в частности, его обвинили в сокрытии секретных решений правительства К. Улманиса от 17 мая 1940 года, которые предусматривали наделение особыми полномочиями посла Латвии в Лондоне Карлиса Зариньша на случай, если военные действия сделают невозможными контакты МИД Латвии с дипломатическими и консульскими представительствами Латвии в Западной Европе.

## Биография
Родился 1 ноября 1889 года в Риге. Учился в Екатерининской школе в Риге, которую окончил в 1907 году. Работал чиновником в Видземской губернаторской канцелярии (1909—1917). Женился в 1913 году. После провозглашения Латвийской Республики 23 ноября 1918 года он начал работать в канцелярии Временного правительства Латвии, 2 января 1919 года вместе с Временным правительством эвакуировался из Риги в Елгаву, затем перешёл в Латвийский (ССРЛ) комиссариат труда.
С 9 июля 1919 года снова начал работать в Государственной канцелярии помощником делопроизводителя, а с 1 августа — делопроизводителем. Распоряжением директора Государственной канцелярии Д. Рудзитиса от 24 февраля 1920 года Р. Булсонс был назначен начальником отдела I класса (Общего отдела). Он был членом ревизионной комиссии Государственной типографии и ревизионной комиссии Латвийского телеграфного агентства. В 1934 году женился во второй раз на Милде Кампарс. После скоропостижной смерти директора Государственной канцелярии Д. Рудзитиса 22 августа 1939 года Р. Булсонс был назначен исполняющим обязанности директора Государственной канцелярии.
В должности и.о. директора Государственной канцелярии вёл заседание кабинета министров в котором рассматривался ультиматум, который совет народных комиссаров вручил послу Латвии 16 июня 1940 года. Было предложено разрешить дополнительный ввод советских войск на территорию Латвии и предложено распустить кабинет министров Латвии, известив незамедлительно президента Латвии.
После присоединения Латвии к СССР, 23 июля 1940 года на заседании Кабинета министров Булсонс был освобождён от исполнения обязанностей директора Государственной канцелярии, а позднее арестован.
В обвинительном заключении Управления государственной безопасности Латвийской ССР было написано: «Булсонс был высокопоставленным чиновником буржуазного правительства Латвии и 13 лет активно боролся против революционного движения в Латвии. Будучи враждебно настроенным по отношению к народному правительству в Латвии, он скрывал от него секретное решение буржуазного Кабинета министров от 17 мая 1940 года, согласно которому латвийским послам в Англии и США были предоставлены чрезвычайные полномочия для организации борьбы за восстановление независимой и буржуазной Латвии.».
Глава правительства Латвийской ССР Вилис Лацис отклонил просьбу жены Булсонса Милды Булсоне о помиловании[когда?], поскольку «Булсонс выступает против советской власти и, возможно, также скрывает информацию о золотых запасах правительства Улманиса». В протоколе допроса Р. Булсонса в Астраханской тюрьме от 13 ноября 1941 года говорится, что он признался, что присутствовал на заседании правительства Улманиса 17 мая 1940 года, когда было принято секретное решение предоставить чрезвычайные полномочия послу Зариньшу в Лондоне, но не признал себя виновным по другим пунктам обвинения.
14 февраля 1942 года специальное совещание приговорило Роберта Булсонса к смертной казни через расстрел за контрреволюционную деятельность. Приговор был приведён в исполнение 24 марта 1942 года в Астрахани. Место захоронения Роберта Булсонса неизвестно.
В начале 1950-х годов на запросы Милды Булсоне о судьбе мужа был получен ответ, что Булсонс жив, но находится в ссылке без права переписки. Только 13 ноября 1990 года было подписано прокурорское заявление на имя Милды Булсоне о прекращении уголовного дела в отношении Роберта Булсонса и о его реабилитации.

## Награды
- Орден Трёх звёзд IV степени № 373 (1928)
- Крест Признания IV степени № 1 (1938)[6]